# フランス領インドシナ・ピアストル
フランス領インドシナ・ピアストル（フランス語：Piastre indochinoise）は、フランス領インドシナの通貨単位。フランス語で「piastre de commerce（通商ピアストル）」とも呼ばれ、1885年から1952年の間、大日本帝国により占領されていた時期を除きフランスの支配下にあったインドシナ半島東部地域で使用された。日本語では仏印ピアストルなどとも呼ばれる。
補助通貨単位はサンチーム (centièmes) で、1ピアストル=100サンチーム。さらにその下の補助単位として、1サンチーム=5サペック（sapèques）とされた。

## 歴史
フランス帝国がこの地域を支配する以前は、様々な貨幣が使用されていた。19世紀後半には、現在のベトナムにあたる地域では中国の一部地域で使用されていた銭貨が使用されていた。他にも龍紋の描かれた銀貨も流通しており、これは当時その地域に広く知られていたスペイン銀貨やメキシコ銀貨などの洋銀に似せて造られていたと考えられており、しかしながら龍紋銀貨は含有銀分が少なく洋銀に対し価値は低かった。現在のカンボジアやラオスにあたる地域では、シャム（現在のタイ）の貨幣が流通しており、カンボジアもシャム・ティカル（シャムの通貨）の一種が流通していた。
フランス帝国が1858年に阮朝に仕掛けたコーチシナ戦争に勝利し、1862年にメコン川デルタとサイゴン周辺のコーチシナ、現在のベトナム南部からインドシナ帝国の支配を開始。この帝国はシャム王国の属領であったカンボジアなどを含む地域へ急速に勢力を拡大した。1875年にフランスはカンボジアにカンボジア・フランを導入した。このフラン貨は1875年から1885年の間ベルギーにて鋳造されていたが、どれも1860年銘とされていた。フランスはまた補助単位サンチームも1870年代後半にコーチシナに導入したが、実際にはフランス・フランに対してではなく、メキシコ・ドル銀貨に対する補助単位となっていた。
1884年、仏領インドシナ帝国はトンキン戦争を経てさらに安南（フランス保護領アンナン）やトンキン（フランス保護領トンキン）に支配を広げ、1885年には新しい銀貨である「通商ピアストル（piastre de commerce）」を導入、地域の財政的安定を目指しインドシナ全域で流通を開始した。このピアストルは文字通り当時のメキシコ・ペソと同価だった。そのためピアストルはスペイン・ペソがマニラ・ガレオンによりメキシコから東洋に持ち込まれた直系の子孫と言われることもある。当初1ピアストル=純銀24.4935グラムの銀本位制とされ、1895年に1ピアストル=24.3グラムに改鋳された。
仏領インドシナは銀本位制を維持した最後の地域の一つとなった。仏領インドシナ・ピアストルは1920年まで銀本位制を維持していたが、第一次大戦後の銀の高騰を受けて、金本位制を元に変動相場制によるフランス・フランへのペッグ制を導入した。銀本位性はその後1921年に復活し1930年まで維持したが、その後フランス・フランに再びペッグし、1ピアストル=10フランとされた。第二次大戦中、大日本帝国の占領下には1日本円=0.976ピアストルの交換レートで運営され、戦後は戦前のフランへのペッグが再開された。しかし1945年12月のフランス・フラン切り下げの影響を避けるため、1ピアストル=17フランにペッグが変更された。実際にはインドシナ地域ではピアストルの実質価値は10フラン前後を維持したので、ピアストルをフランに両替すると大きな富を得られる機会が起こり、組織的犯罪も活発化し1950年ごろから「ピアストル事件」と言われる出来事が起こった。
1946年に北ベトナムでは北ベトナム・ドンが仏領インドシナ・ピアストルと同価で導入され、続いて1952年にはラオス・キープ、1953年にはカンボジア・リエル、南ベトナム・ドンが仏領インドシナ・ピアストルと同価で導入された。当初は紙幣にはそれぞれの地域通貨名とピアストルとが併記されていたが、硬貨は当初から国ごとの通貨名のみが記載された。これらの貨幣はピアストルと併行し流通した。1953年には1ピアストル=10フランのペッグ制に戻された。南ベトナムとカンボジアでは両通貨名が併記された紙幣は1955年まで使用され、ラオスでは1957年まで使用された。

## 硬貨

### 第二次大戦前に発行された硬貨
硬貨はまず1880年に発行され、その後1883年、1885年と続いた。1885年には1サンチーム銅貨、10、20、50サンチーム銀貨と1ピアストル銀貨が導入された。1887年には穴のある2サペック銅貨導入。1895年には銀含有量が減少。1896年から1サンチームも穴銭となり、1923年には穴銭の5サンチーム白銅貨が導入され、さらに1935年には穴銭の1/2サンチーム銅貨が導入された。
| 2 サペック (1887年–1902年)      |  |  | Indo-Chine Française（仏領インドシナ）; 発行年                                                                        | 大法國之安南（大フランス国領安南）; 當二（2に値する）                                                                                       | 銅                      |
| 1/2サンチーム (1935年–1940年)   |  |  | フリジア帽; R F（Republique Française（フランス共和国）の頭文字）                                                     | Indochine Française（仏領インドシナ）; 額面; 発行年                                                                                         | 銅                      |
| 1サンチーム (1885年–1895年)     |  |  | Republique Française（フランス共和国）; 自由の女神; 発行年                                                            | Indo-Chine Française（仏領インドシナ）; Poids 10 Gr.（両目100グラム）; 百分之一; 額面                                                       | 銅                      |
| 1サンチーム (1896年–1939年)     |  |  | Republique Française（フランス共和国）; フランス寓意画; 発行年                                                        | Indo-Chine Française（仏領インドシナ）; 百分之一; 額面                                                                                      | 銅                      |
| 5サンチーム (1923年–1939年)     |  |  | マリアンヌ; コルヌコピア2個; Republique Française（フランス共和国）; Liberté, Égalité, Fraternité（自由、平等、友愛） | Indochine Française（仏領インドシナ）; 額面; 発行年                                                                                         | 白銅またはニッケル黄銅  |
| 10サンチーム (1885年–1937年)    |  |  | Republique Française（フランス共和国）; 自由の女神; 発行年                                                            | Indo-Chine Française（仏領インドシナ）; 額面; 品位; 両目                                                                                    | 銀 (.900 / .835 / .680) |
| 20サンチーム (1885年–1937年)    |  |  | Republique Française（フランス共和国）; 自由の女神; 発行年                                                            | Indo-Chine Française（仏領インドシナ）; 額面; 品位; 両目                                                                                    | 銀 (.900 / .835 / .680) |
| 50サンチーム (1885年–1936年)    |  |  | Republique Française（フランス共和国）; 自由の女神; 発行年                                                            | Indo-Chine Française（仏領インドシナ）; 額面; 品位; 両目                                                                                    | 銀 (.900)               |
| 1通商ピアストル (1885年–1895年) |  |  | Republique Française（フランス共和国）; 自由の女神; 発行年                                                            | Indo-Chine Française（仏領インドシナ）; Piastre de Commerce（通商ピアストル）; Titre 0,900. Poids 27.215 Gr.（品位0.900、両目27.215グラム） | 銀 (.900)               |
| 1通商ピアストル (1895年–1928年) |  |  | Republique Française（フランス共和国）; 自由の女神; 発行年                                                            | Indo-Chine Française（仏領インドシナ）; Piastre de Commerce（通商ピアストル）; Titre 0,900. Poids 27 Gr.（品位0.900、両目27グラム）         | 銀 (.900)               |
| 1ピアストル (1931年)            |  |  | マリアンヌ; Republique Française （フランス共和国）                                                                   | Indochine Française（仏領インドシナ）; 発行年                                                                                               | 銀 (.900)               |

### 第二次大戦中
1939年に、1/2サンチーム亜鉛貨と10、20サンチーム白銅貨またはニッケル貨が導入された。「フランス国（État français）」という名で1942年から1944年の間、1/4、1、5サンチーム硬貨が発行された。全て穴銭で、1/4サンチームは亜鉛貨、1、5サンチームはアルミニウム貨であった。1945年に10、20サンチームアルミニウム貨が導入され、その後穴のない5サンチームアルミニウム貨、1ピアストル白銅貨が導入された。
| 1/4サンチーム (1942年–1944年) |  |  | 額面                                                              | État Français（フランス国）, Indochine（インドシナ）, 発行年 | 亜鉛               |
| 1/2サンチーム (1939年–1940年) |  |  | フリジア帽; R F（Republique Française（フランス共和国）の頭文字） | Indochine Française（仏領インドシナ）; 額面; 発行年          | Zinc               |
| 1サンチーム (1940年–1941年)   |  |  | Republique Française（フランス共和国）; フリジア帽; 額面          | Indochine Française（仏領インドシナ）; 額面; 発行年          | 亜鉛               |
| 1サンチームt (1943年)         |  |  | Indochine（インドシナ）; 額面                                     | État Français（フランス国）, 発行年                          | アルミニウム       |
| 5サンチーム (1943年)          |  |  | Indochine（インドシナ）; 額面                                     | État Français（フランス国）, 発行年                          | アルミニウム       |
| 10サンチーム (1939年–1941年)  |  |  | Republique Française（フランス共和国）; マリアンヌ; 発行年        | Indochine Française（仏領インドシナ）; 米穀; 額面            | 白銅               |
| 20サンチーム (1939年–1941年)  |  |  | Republique Française（フランス共和国）; マリアンヌ; 発行年        | Indochine Française（仏領インドシナ）; 米穀; 額面            | ニッケルまたは白銅 |

### 第二次大戦後の発行
最後のピアストル貨幣は、「インドシナ連邦（Indochinese Federation）」という名で発行された。その後、1952年に最初のラオス・キープ硬貨が発行され、その後1953年に最初の南ベトナム・ドン硬貨とカンボジア・リエル硬貨が発行された。
| 5サンチーム (1946)          |  |  | Republique Française（フランス共和国）; マリアンヌ; 発行年 | Indochine Française（仏領インドシナ）; 米穀; 額面                             | アルミニウム |
| 10サンチーム (1945年)       |  |  | Republique Française（フランス共和国）; マリアンヌ; 発行年 | Indochine Française（仏領インドシナ）; 米穀; 額面                             | アルミニウム |
| 20サンチーム (1945年)       |  |  | Republique Française（フランス共和国）; マリアンヌ; 発行年 | Indochine Française（仏領インドシナ）; 米穀; 額面                             | アルミニウム |
| 50サンチーム (1946年)       |  |  | Republique Française（フランス共和国）; 自由の女神; 発行年 | Indochine Française（仏領インドシナ）; Bronze de Nickel（ニッケル白銅）; 額面 | 白銅         |
| 1ピアストル (1946年–1947年) |  |  | Union Française（フランス連邦）; マリアンヌ; 発行年        | Fédération Indochinoise（インドシナ連邦）; 米穀; 額面                         | 白銅         |

## 紙幣

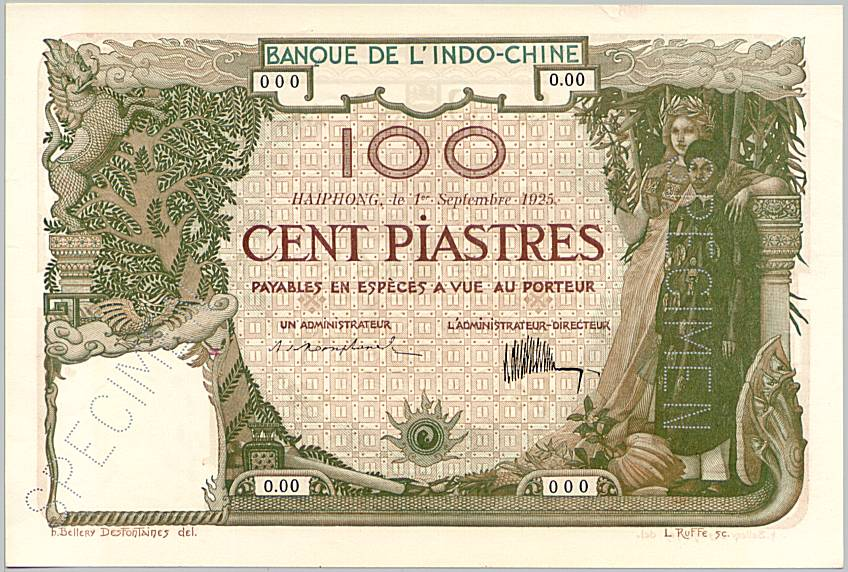
フランス領インドシナの100ピアストル（1925年、ハイフォン支店）

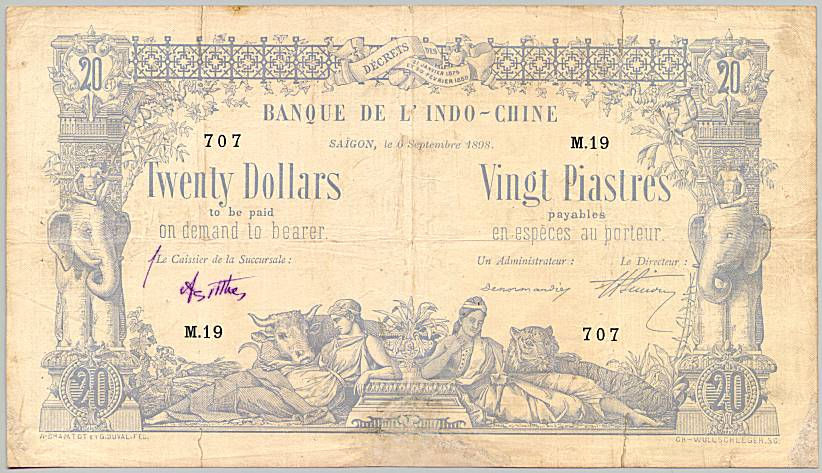
フランス領インドシナの20ピアストル（1898年）

1892年にインドシナ銀行が1ピアストル紙幣を発行、その翌年5、20、100ピアストル紙幣を発行した。1920年から1922年の間、10、20、50サンチーム紙幣も発行された。1939年にインドシナ総合政府（Gouvernement General de l'Indochine）が10、20、50サンチーム紙幣を発行し、その後1942年に5サンチーム紙幣を発行した。1945年にはインドシナ銀行が50ピアストル紙幣を発行し、1947年に10ピアストル紙幣を発行した。
1953年にカンボジア・ラオス・ベトナム国立発行局（Institut d'Emission des Etats du Cambodge, du Laos et du Vietnam）が紙幣発行機能を掌握。その年発行されたピアストル紙幣は三か国共通で発行された。さらに、1952年から1954年の間、この紙幣はピアストルと三か国の通貨（ラオス・キープ、カンボジア・リエル、南ベトナム・ドン）のどれか記載されていた。カンボジアでは、1、5、10、100、200リエル／ピアストル紙幣が発行された。ラオスでは、1、5、10、100キープ／ピアストル紙幣が発行された。南ベトナムでは、1、5、10、100、200ドン／ピアストル紙幣が発行された。